# Wat Chedi Luang

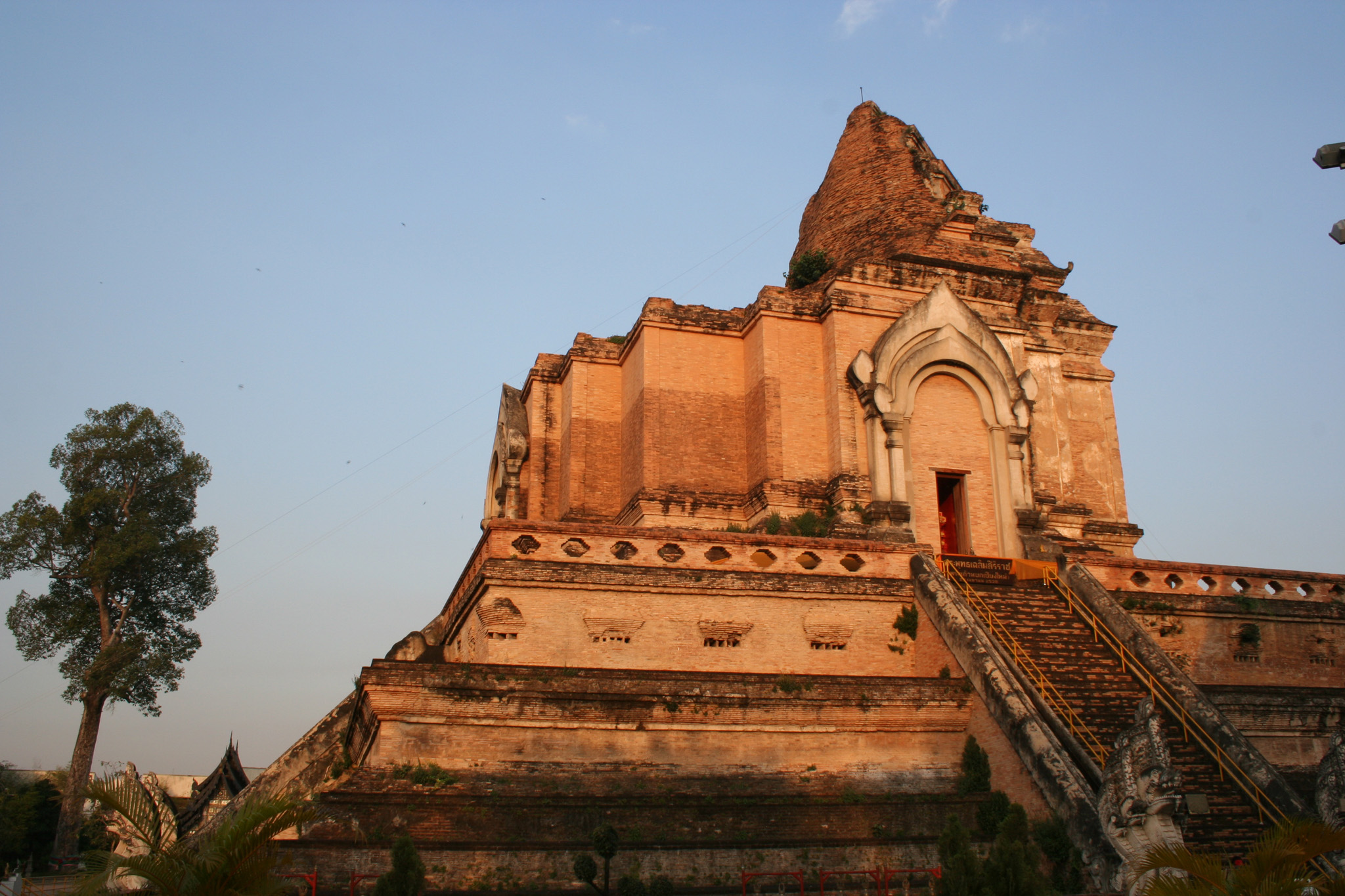
De grote Chedi van Wat Chedi Luang

Wat Chedi Luang (Thai วัดเจดีย์หลวง, wat Tempel van de grote Chedi betekent) is een boeddhistische tempel (wat) in Chiang Mai (stad). Het is een koninklijke tempel van de derde klasse. Chedi is een verthaising van het Sanskrietwoord cháitiya, letterlijk: heiligdom, in Thailand gebruikt als naam voor een stoepa of pagoda.

## Ligging
Wat Chedi Luang ligt in het centrum van Chiang Mai. Oorspronkelijk stonden hier drie Tempels: Wat Chedi Luang, Wat Ho Tham en Wat Sukmin.

## Bouwgeschiedenis
Wat Chedi Luang werd in de 14e eeuw gesticht toen Koning Saen Muang Ma hier de as van zijn vader wilde bewaren.
Na tien jaar bouwwerkzaamheden bleven de gebouwen echter onvoltooid.
Pas toen de koning stierf, zette zijn weduwe de bouw voort.
Koning Tilokarat voltooide de bouw pas in het midden van de 15e eeuw.
Het bouwwerk was toen 82 meter hoog en had een basis van 54 meter, en was daarmee het hoogste bouwwerk van het hele Lanna koninkrijk.
In 1468 werd de Smaragdgroene Boeddha in de naar het oosten gerichte nis geplaatst.
Na een aardbeving in 1545 stortte de Chedi gedeeltelijk in, waardoor deze 30 meter lager werd.
Enkele jaren later, in 1551, werd de Smaragdgroene Boeddha naar Luang Phrabang overgebracht.
In de jaren 90 van de twintigste eeuw werd de chedi met de hulp van de UNESCO en de Japanse regering gereconstrueerd.
Het resultaat is enigszins omstreden, omdat er nieuwe elementen zijn toegevoegd in Centraal-Thaise stijl, en niet in de typische Lanna-stijl.
Bij de viering van het 700-jarige bestaan van de stad Chiang Mai, werd in de oostelijke nis een kopie van de Smaragdgroene Boeddha geplaatst; deze draagt de naam Phra Phut Chaloem Sirirat, maar wordt door de lokale bevolking Phra Yok genoemd.

## Bezienswaardigheden

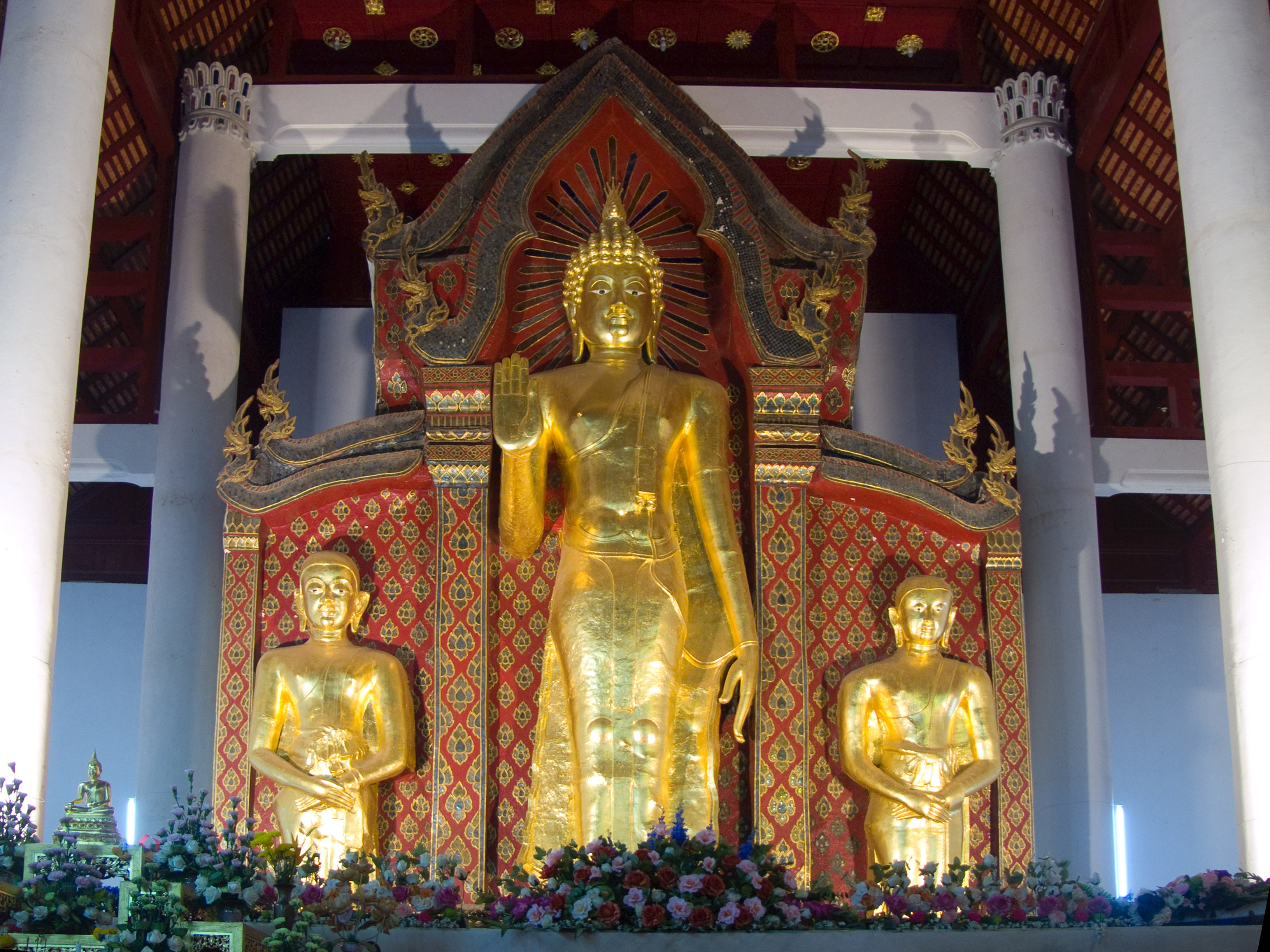
Het centrale Boeddhabeeld in de Wihan Luang: Phra Chao Attarot

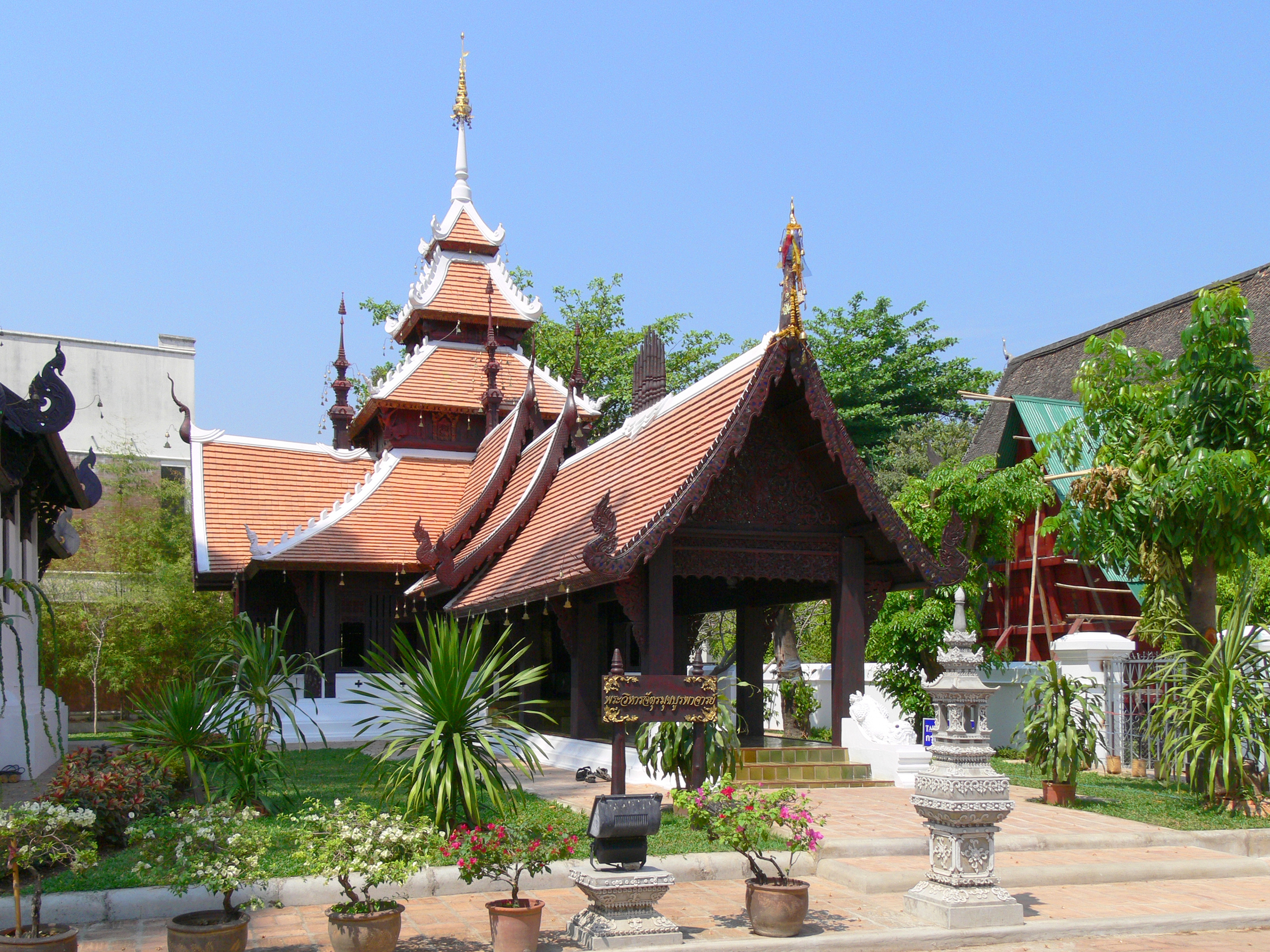
Phra Wihan Cha Tu Ramut Buraphachan

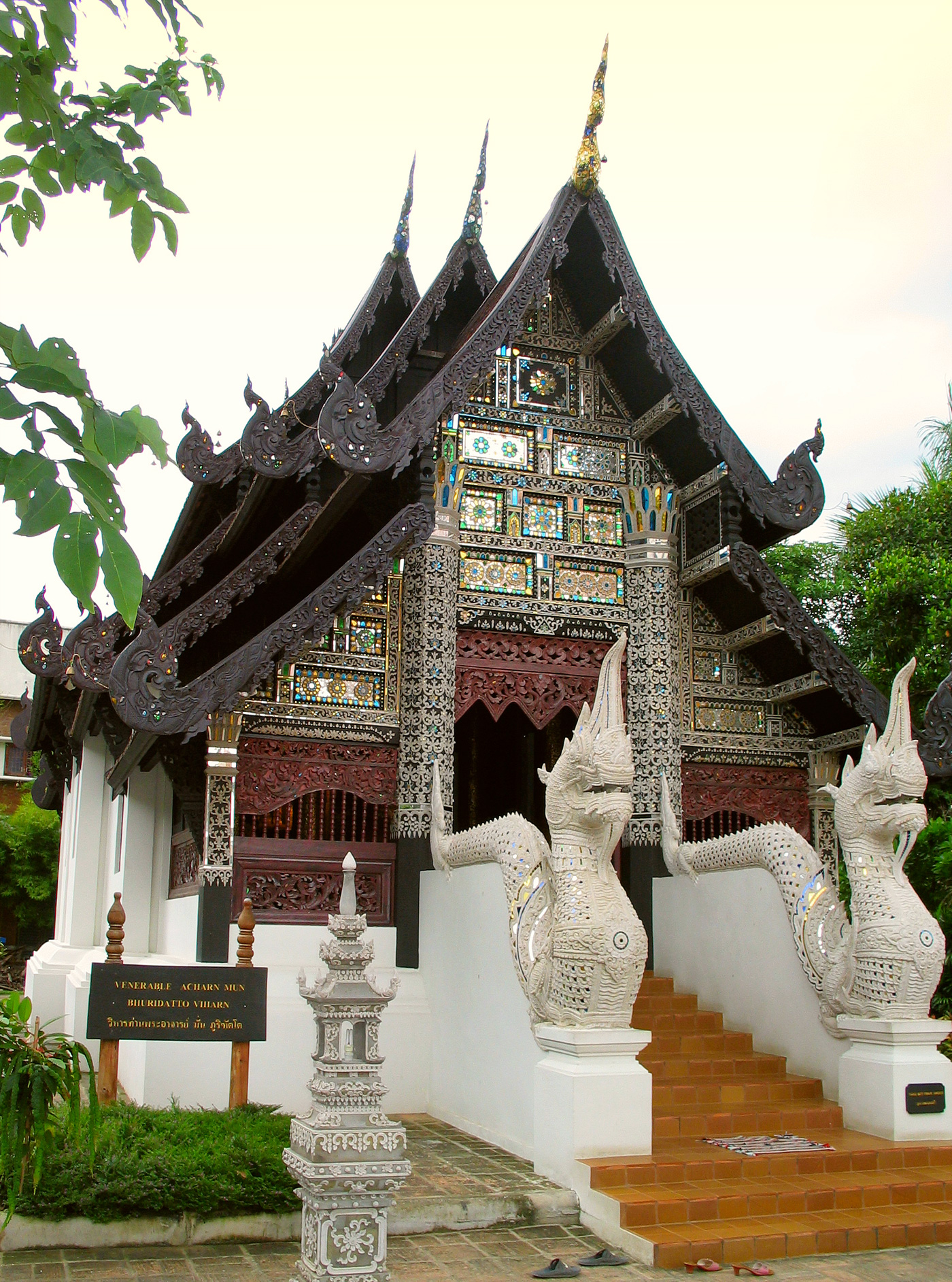
Wihan Ajahn Mun Bhuridatta

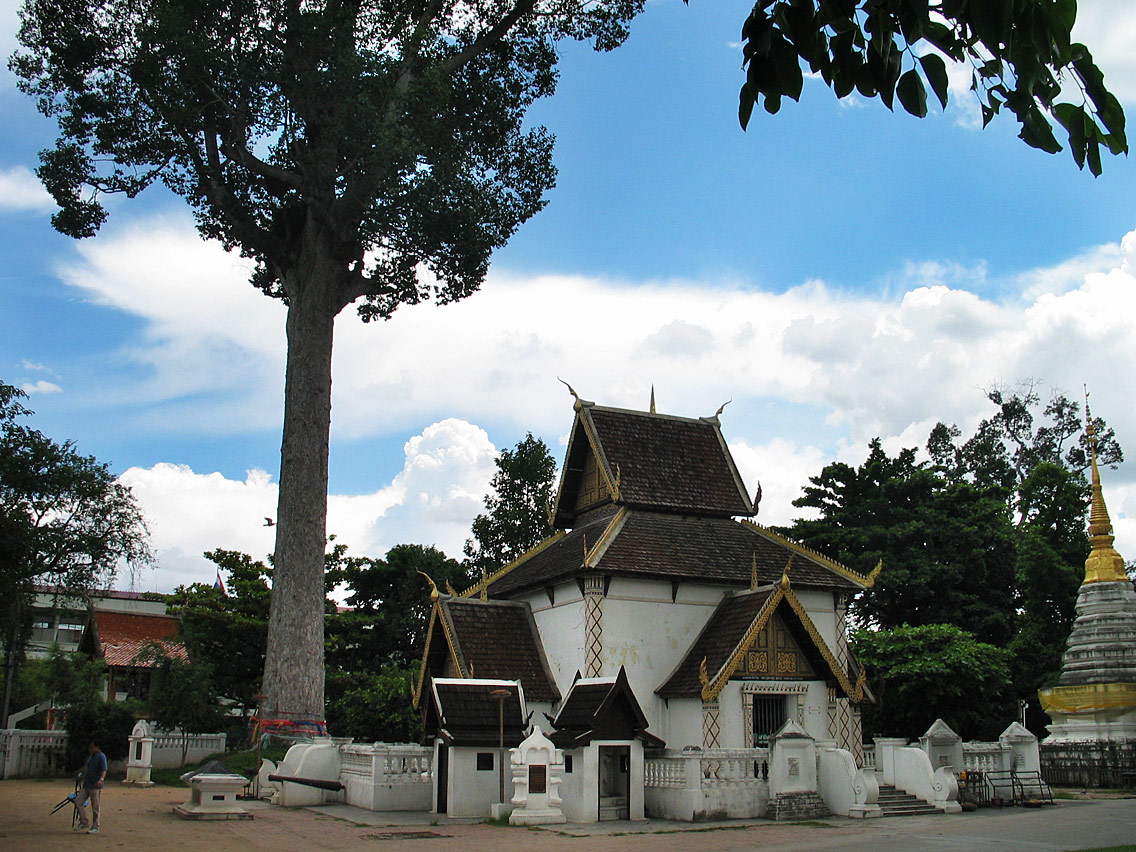
De Lak Mueang (stads-pilaar) van Chiang Mai

- De Wihan Luang werd in 1412 door Tiloka-Chuda, de Moeder van Koning Sam Fang Kaen gebouwd. In 1577 werd deze door Koning Tilokarat door een 18 x 38 metend houten gebouw vervangen, dat later op dezelfde plaats werd herbouwd na een brand. Omdat ook deze versie van hout was, werd het gebouw in 1889 zo bouwvallig bevonden, dat Koning Intha Wichayanon het liet afbreken en opnieuw liet bouwen. Het huidige gebouw werd in opdracht van Chao Kaeo Nawarat in 1928 afgebroken. In het volgende jaar werd het nieuwe gebouw, dat toen 19,7 x 50,8 meter groot was, ingewijd. Het centrale Boeddhabeeld in de Wihan Luang heeft de naam Phra Chao Attarot. Het wordt geflankeerd door de discipelen Moggallana (links) en Sariputta (rechts).
- Ten noorden en ten zuiden van de Wihan Luang staan twee kleinere Chedi's van resp. 13,4 en 15,9 meter hoog. Ze zijn van dezelfde tijd als de Chedi Luang, en werden beide in 1995 gerestaureerd.
- Ten westen van de Chedi Luang staan nog enkele gebouwen:
  - Een paviljoen met een liggende Boeddha en nog enkele andere Boeddhabeelden; achter dit paviljoen bevindt zich nog de voormalige Ubosot.
  - De Phra Wihan Cha Tu Ramut Buraphachan, een kruisvormig gebouw met dakversieringen in Luang Phrabang stijl
  - De Wihan Thanphra Achan Man Phuridatto - een gebouw in traditionele Lanna stijl dat gewijd is aan Phra Ajahn Mun Bhuridatta, een abt uit de jaren 20 van de twintigste eeuw. Binnen staat een levensecht wassen beeld van zijn beroemdste leerling, Ajahn Maha Bua Nyanasampanno.
- Links bij de hoofdingang van het tempelcomplex bevindt zich het paviljoen met de stadspilaar (Lak Mueang, ook wel Sao Inthakin). Koning Kawila liet de pilaar in 1800 van Wat Sadue Mueang naar hier verplaatsen. Ook liet hij drie Yang-bomen planten die de stadspilaar bij het beschermen van de stad moesten helpen. De grootste van de drie is thans meer dan 40 meter hoog en heeft een omvang van 10,6 meter.
- De Lanna-Campus van de Boeddhistische Mahamakut-Universiteit bevindt zich ook op het tempelterrein.